# 北村唯一
北村 唯一（きたむら ただいち、1947年《昭和22年》8月2日 - ）は、日本の医師。

## 来歴

### 誕生
北村唯一は、1947年(昭和22年)8月、石川県河北郡津幡町字清水に、開業医であった父外輿次と母美子夫妻の長男として誕生。上に二人の姉がいる。長く女系が続いた北村家に60年振りに男子が誕生したことで一家は喜びに沸き、大正期に北村医院を開業し、ひたすら男子誕生を待ち続けた祖父米三郎が唯一と命名した。

### 育った地域環境と時代背景

#### 自然豊かな地勢
津幡町は、県都金沢市の北東約15kmの位置にあり、農業を主産業とする町であったが、古くから加賀、越中、能登の三方向へ向かう街道が町中で交わるので、宿場町としても栄えた。北村の生家周辺は宿が多かったことから、「おやど通り」や「パピイ・ワン通り」と呼ばれる津幡町を代表する大通りが交差して栄え、現在も銀行などの商業店舗が連なる繁華街である。
彼が幼少期を過ごした頃は、汽水ラグーンである河北潟東端に津幡町が位置したため、町の西側には1963年(昭和38年)の本格干拓事業着手まで、収穫した稻束を満載した伝馬船が行き交うのどかな水郷が広がっていた。潟は、子供たちにとっては格好の遊び場であり、夏場には存分に水浴びに興じることができた。
他方、町東方の富山県側は木曽義仲の「火牛の計攻め」で知られる倶利迦羅峠などの中山間地が広がっており、津幡町は、現在も、湖、川、山などに囲まれて自然環境は大変豊かである。

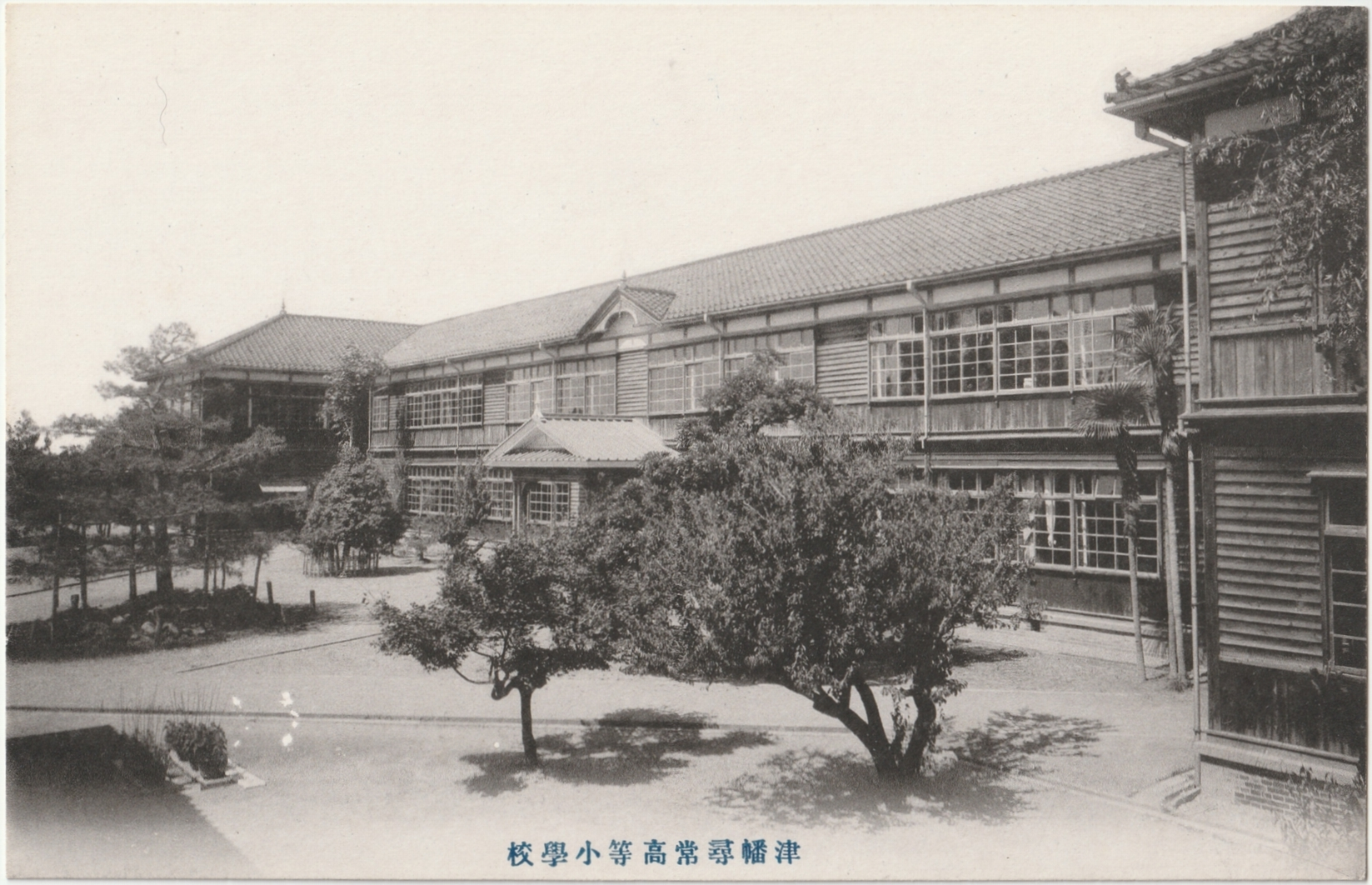
津幡尋常高等小学校の絵はがき(金澤市橋本忠吾印刷製)

#### 小学校生活は明治期の木造校舎で
北村が生まれた昭和22年は、まだまだ戦後の混乱が続く時代だった。昭和22～24年の日本の出生数は毎年270万人に近く、日本史上に例が無いこの現象は第一次ベビーブームと呼ばれ、生まれた子供達は後に団塊の世代とも呼ばれた。人口減少が問題視される令和期の出生数は70万人に満たないから、ベビーブーム時は令和期よりも4倍近い子供達で溢れた時代だった。
団塊の世代の幼少期は、日本がGHQの占領政策下にあり、国家体制が大きく変容した時期。GHQの教育関連政策は、旧尋常高等小学校校舎で実施された戦時中の国民学校初等科6年と同高等科2年の計8年間を、新たに初等教育6年と中等教育3年に分離し、後の小学校と中学校になる計9年間とするもので6・3制と呼ばれる。
この学制改革を受けて、各市町村では、8年間の生徒を受入れた旧国民学校校舎へ、暫くは小中両校合せて９年間の生徒を受け入れて凌いだ。しかし、校舎は手狭であり、何よりも団塊の世代の小学校入学が迫っていたため、新校舎建設が急務だった。各市町村は、小学校よりも、まず中学校の建設を急いだ。その理由は、昭和28年に町村合併促進法が施行されたため、合併後の中学生を一つの校舎に収容できる新しい中学校の建設を優先したことにある。周辺の村々を合併して新しくなった津幡町でも、鉄筋コンクリート製の津幡町立津幡中学校を昭和30年8月に竣工。後年、北村が3年間の中学生生活を送る中学校である。
他方、木造の旧津幡尋常高等小学校が津幡町立津幡小学校として鉄筋コンクリート化するのは、北村が卒業した後の昭和41年1月であり、彼は6年間を明治期建築の木造校舎で、明治期の子供達と同様の小学生生活を送ることになった。北村が通学した旧津幡尋常高等小学校は、自宅から歩いて3分ほどの大西の丘とも呼ばれる津幡城址にあった。

### 逸話
津幡町では、毎年9月に安土桃山時代から400年続く八朔相撲大会が開催されていた。これを、昭和45年に大会名称を全国選抜社会人相撲選手権大会に変えて発展させ、毎年の開催を続けている。大相撲の巡業も開催されており、第75代横綱大の里や欧勝海などの大相撲力士を輩出していることからも分かるように、古くから相撲が盛んな町である。北村も、小学校時代は八朔子供相撲大会に積極参加し、誰よりも速く晒(さらし)を使った6尺フンドシを自分で締められるようになったことを自慢している。小学校時代は毎年級長を務めたという。勉学だけでなく、津幡中学校ではテニスに取り組み、文武両道を貫徹した少年時代だった。彼は、祖母の炊く五右衛門風呂が熱すぎて耐えられなかったことを、鮮やかに記憶している。これは、戦後間もない頃に生まれた世代が等しく体験した庶民的思い出である。

17世紀に、加賀藩四代藩主前田綱紀公が能楽宝生流を奨励したことから、特に戦後の金沢市では謡曲が盛んであった。誇張だと思えるが、街角から謡曲練習の声が「降るよう聞こえてくる」と例えられたことがある。謡曲ブームは、金沢市内にととまらず、県内全域の一般市民にまで広がり、ラジオからは毎週のように北陸放送の謡曲講座が放送され、昭和40年代まで続いた。最も盛んな時には、市町村の演芸会で謡われたり、結婚披露宴では当然のように「高砂(能)」が謡われた。

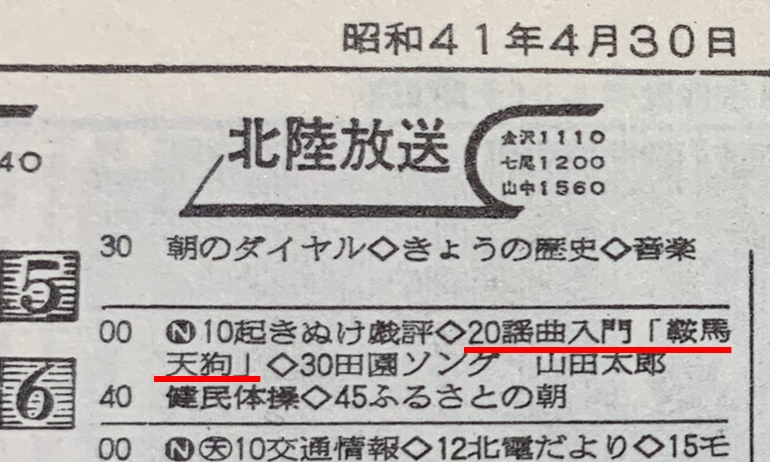
謡曲講座のラジオ番組(北国新聞より)

北陸新幹線開通に合せて新装なった金沢駅の玄関ドームの門は、別名鼓門(つづみもん)と呼ばれる。門柱を、能で使用する鼓に似せたデザインにしたのも、金沢で宝生流が栄えたことを象徴している。

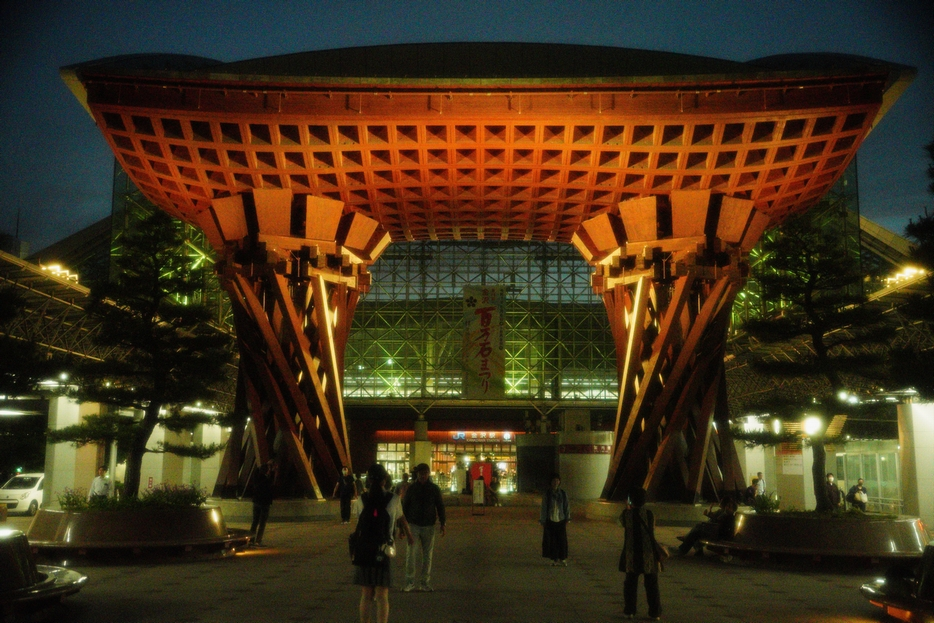
金沢駅の鼓門

北村は、小学校2年生の時、大人のたしなみである謡曲と能仕舞を金沢市内在住の能楽家犀川小太郎氏に付き、習得が難しく子供には馴染めないと思われる謡曲を、高校卒業まで続けて謡曲33冊余を習得したという。毎回の練習には、七尾線の本津幡駅(後年は中津幡駅も)で乗車して金沢駅までの約30分は蒸気機関車が牽引する列車に乗り、金沢駅からは市内を走る北陸鉄道金沢市内線か北鉄バスに乗り換えて長時間を掛けて練習会場へ通ったことになる。後年、京都市祇園での宴会で、芸妓が謡う謡曲に合せて北村が詞章(ししょう)を口ずさんだことがあり、場に居合わせた人々が、北村のただならぬ能力に大層感動している。
入学した金沢大学附属高等学校の3年間は野球部に入って2番でショートを堅持しながらも、勉強は決して疎かにしなかったという。高校卒業後は、郷里を離れて東京大学医学部で医師を目指すことになったが、小学校や中学校の恩師をはじめ郷里の思い出を誇らしげに語っている。

### 泌尿器科学を選択
1973年(昭和48年)4月、東京大学医学部を卒業した北村が選んだ医局は、東京大学医学部泌尿器科学教室。彼は、当時の教授であった高安久雄教授から尿路結石について研究するよう指示を受けて、6年間のカルシウム代謝研究に着手。この間の成果を博士論文にまとめあげ、医学博士号を取得（授与：昭和54年5月23日）。
1979年(昭和54年)6月から、米国テキサス大学サウスウエスタン・メディカルセンターのリサーチフェローとなり、Dr. Charles Pakの下で2年間の留学生活を送った。同大では「尿路結石の結晶化研究」を行い、成果を権威あるJournal of Urology and renal diseasesとKidney　International の2誌へ投稿している。

### ウイルス医学へのデビュー
講師時代の1988年(昭和63年)、すでに多くの臨床経験を重ねていた北村は、ある女性膀胱癌患者の病巣を観て、それが特種ウイルスに起因する特異な癌であることを直感したと言う。さっそく、大学のフリークォータ時代に、北村を研修生として受け入れてくれた東京大学医科学研究所の渋田博教授（ウイルス学）を訪ねて協力を仰いだ。渋田教授は、同研究所の余郷嘉明助手(当時)を協力者として紹介斡旋。北村と余郷たちは、in situ ハイブリダイゼーション法を駆使して、前述の女性患者の膀胱癌を誘発しているヒトパピローマウイルス（HPV）がM16ウイルスであることの同定に成功。キャリー・マリスがPCRを発明した僅か5年後、そのマリスがノーベル賞を受賞する5年前のことである。ゲノム解析の揺籃期とも言える時期に、専用機材や手がかりが乏しい中、電気泳動やプライマー調整を駆使して先駆的に取り組んだこの結果を、北村達はCancer Researchへ投稿。M16による膀胱内膜(移行上皮)の癌化は、北村の知る限りでは前例がないことでもあった。この後、北村と余郷の二人は、約10年間に亘って、泌尿器系の疾患をウイルス学の観点から解析し続けることになり、北村の全論文投稿数465本のうち実に73本が余郷との共同研究となっている。
北村は、この癌と遭遇し、ウイルス学を駆使して真相に迫ることが出来たのは医者として幸運であったと、当時を振り返っている。
最近では、HPVは、癌を誘発するウイルスの一種であり、性的な接触を経て感染が広まることが分かってきた。多くは自己免疫で無害化になるとされるが、感染が慢性化すると子宮頸癌を誘発することがある。今日、子宮頸癌予防ワクチンの接種が叫ばれるようになったが、これには、北村達の研究が大きく貢献していると言える。彼は、将来的には、HPVの自己採取方法を全国的に広めて、子宮頸癌陽性患者を癌から救えるようになることが念願だと語っている。

### 天皇の手術主治医を務める
2003年(平成15年1月18日(土)、当時の天皇であった上皇明仁は、東京大学医学部附属病院で前立腺全摘出手術を受けた。この手術は、同大医学部教授であった北村を主治医とする東京大学医学部附属病院泌尿器科医師3人と国立がんセンター泌尿器科医師3人からなる6名の合同チームが実施。北村本人は、大きなプレッシャー下での手術だったが無事成功し、その後、上皇・上皇后との食事会にも招かれ、生涯の宝と言える大変得難く光栄な経験だったと語っている。

### 退官後
2008年（平成20年）3月を以て東京大学を退官し、同大名誉教授となった。同時に、各方面からの役職就任依頼に応じ、東京都下において数々の病院院長や医療機関の理事等を歴任している。

## 略歴・職歴・所属学会

### 学歴
- 1973年（昭和48年） - 東京大学医学部医学科卒業
- 1979年（昭和48年） - 米国テキサス大学サウスウエスタン・メディカルセンターへ留学
- 1985年（昭和60年） - 東京大学医学部講師
- 1994年（平成06年） - 東京大学医学部助教授
- 1998年（平成10年） - 東京大学医学部教授
- 2008年（平成20年） - 東京大学退官、同大名誉教授

### 職歴
- 社会福祉法人 あそか会あそか病院 院長
- 公益財団法人 渡邊財団 理事
- 公益財団法人 神澤医学研究振興財団 評議員
- 特定非営利活動法人 臨床研究の倫理を考える会 専門委員
- 医療法人社団曙会 流山中央病院
- 自靖会親水クリニック 院長
- 光靖会北村記念クリニック名誉院長
- 公益財団法人 性の健康医学財団 理事長

## 所属学会

### 学会
- 日本老年泌尿器学会
- 日本泌尿器科学会
- 欧州泌尿器学会
- 日本癌治療学会
- 米国微生物学会
- 米国泌尿器科学会
- 国際泌尿器科学会
- 日本移植学会
- 日本分泌外科学会
- 日本癌学会
- 日本感染症学会
- 日本骨代謝学会
- 日本ウイルス学会
- 日本腎臓学会
- 日本透析医学会

### 委員
- 日本内分泌外科学会評議員
- 日本骨代謝学会 評議員
- 米国泌尿器科学会(AUA) 通信会員
- 日本性感染症学会理事
- 日本癌治療学会評議員
- 日本泌尿器科学会理事
- 老年泌尿器科学会理事長
- 日本ウイルス学会 理事

## 著作
- 泌尿器科：専門医にきく最新の臨床　中外医学社刊　2008
- 在宅間歇自己導尿法.図解日常診療手技ガイド文光堂 1993
- 腹部-腎・尿路.診断マニュアル 第二版 永井書店 1993
- 尿路の形態と機能.図説内科疾患病態図譜,第9巻,腎・泌尿器系疾患 メジカルビュー社 1993
- 病態別各論1.男子の尿失禁.泌尿器科MOOK2,尿失禁治療のキーポイント金原出版 1992
- 腎癌とウイルス感染.Annual Review 腎臓1990中外医学社 1990